# 斯韦托扎尔·马罗维奇
斯韦托扎尔·马罗维奇（1955年3月31日—）是黑山律师和政治家。他是塞尔维亚和黑山唯一一任总统兼总理。2006年6月3日黑山宣布独立后他的任期结束。

## 简介
马罗维奇出生在科托尔，那里是有产房的最近的沿岸城市，父亲是塞尔维亚人，母亲是黑山人，不过他认为布德瓦才是他的故乡。他在布德瓦长大、踏入政治生涯，他的家族是那儿最富裕的家族之一。他在韦利科·弗拉霍维奇大学取得了法学学位。